# Iris-Jörg
Die Iris-Jörg ist ein Küstenmotorschiff, das 1956 als Eilenburg für die Reederei Süptitz und Co. bei Nobiskrug gebaut wurde. Das heute unter Denkmalschutz stehende Schiff befindet sich als Museumsschiff im Kehdinger Küstenschiffahrts-Museum in Wischhafen.

## Geschichte
Das Schiff wurde 1956 als Eilenburg auf der Werft Nobiskrug in Rendsburg gebaut. Der Stapellauf fand am 19. April, die Übergabe an den Auftraggeber, die Reederei Süptitz & Co. in Hamburg, am 24. Mai 1956 statt. Das Schiff war eines von sechs Schwesterschiffen.
1964 wurde das Schiff an Hans Thode aus Hamburg verkauft und bekam den neuen Namen Seestern. Kaum ein Jahr später übernahm Karl Meier das Fahrzeug und gab ihm nach seinen beiden Kindern den Namen Iris-Jörg. 1982 dann kaufte Hubertus Klose aus Stade das Schiff, der es 2002 aus Altersgründen abgab.

## Technische Daten
Der Antrieb des Schiffes erfolgt durch einen MaK-Dieselmotor (Typ: MSU 423) mit 221 kW Leistung. Der Motor wirkt auf einen Propeller. Für die Stromerzeugung steht ein Generator zur Verfügung, der von einem Deutz-Dieselmotor angetrieben wird.
Das Schiff verfügte über zwei Ladebäume mit einer Tragfähigkeit von jeweils 1,5 Tonnen. Diese wurden später, als das Schiff nur noch Massengüter transportierte, entfernt. Die 19,98 × 5,50 m große Ladeluke ist mit einer Holzabdeckung versehen, die auf Scherstöcken aufliegt und durch eine Persenning abgedeckt ist. Die Holzabdeckung bestand ursprünglich aus Brettern, die einzeln bewegt werden mussten. Diese wurden später zu Deckeln zusammengefasst, die mit einem nachgerüsteten Lukenwagen bewegt werden konnten. Für den Transport von Holz ist das Schiff mit Vorrichtungen für Stützpfähle für die Decksladung ausgerüstet.
Aufgrund seiner niedrigen Bauweise und klappbarer Masten konnte das Schiff auch Binnenwasserstraßen befahren und so Grubenholz von Skandinavien bis ins Ruhrgebiet transportieren.

## Museumsschiff
Die Iris-Jörg wurde 2002 von der Gemeinde Wischhafen für 32.500 Euro gekauft und dem Kehdinger Küstenschiffahrts-Museum zur Verfügung gestellt. Neuer Heimathafen des zuletzt in Hamburg beheimateten Schiffes wurde Wischhafen. Das Schiff, das weitestgehend im Originalzustand erhalten ist, beim Ankauf aber in einem schlechten Zustand war, wurde mit Hilfe zahlreicher freiwilliger Helfer aufwendig restauriert. Die Restaurierung wurde 2003 von der Niedersächsischen Sparkassenstiftung und der Kreissparkasse Stade mit 10.000 Euro unterstützt. Der Laderaum des Schiffes kann für Veranstaltungen genutzt werden.
Das Museumsschiff ist eine Station der Maritimen Landschaft Unterelbe.

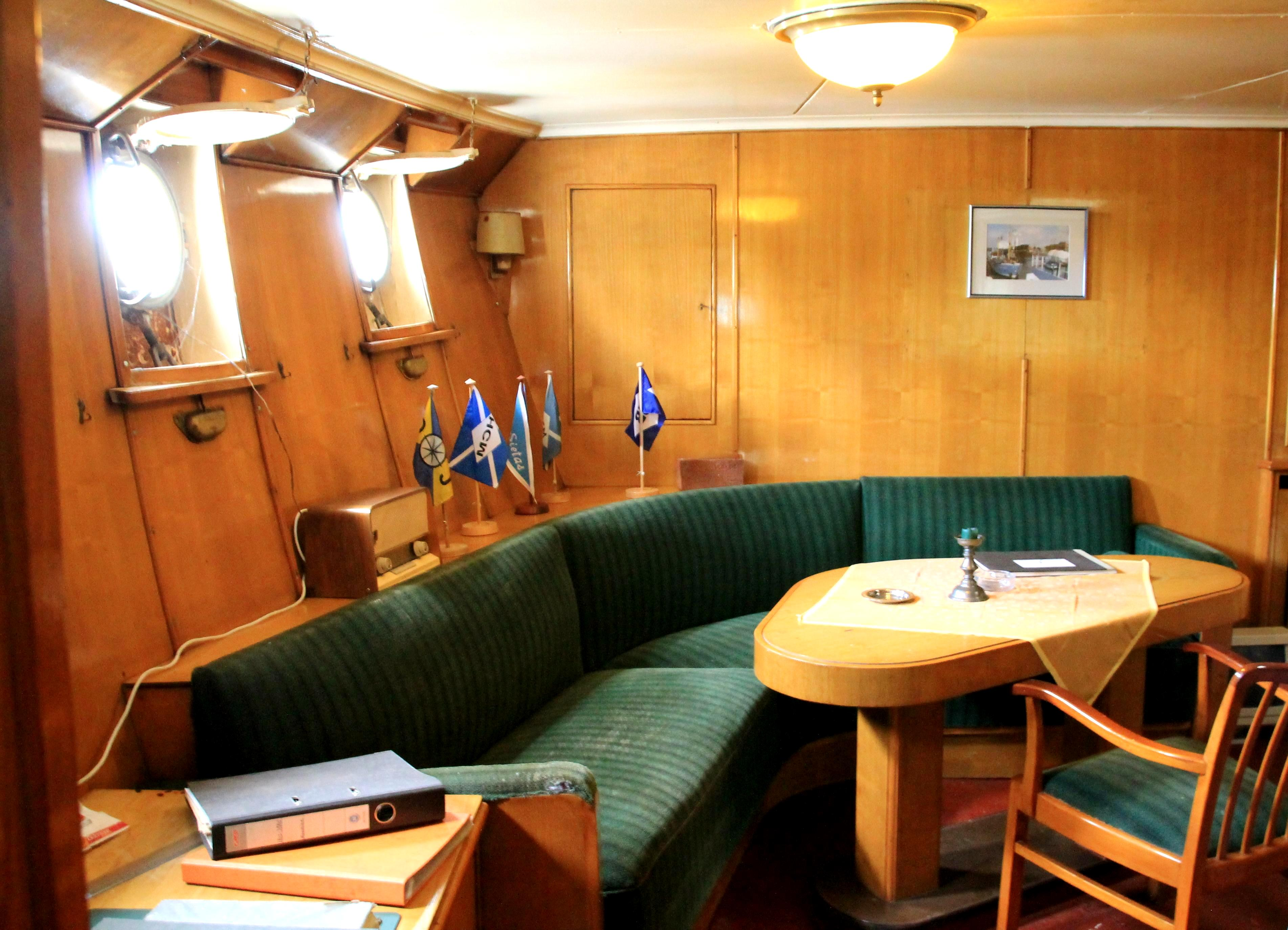
Blick in die Kapitänskajüte
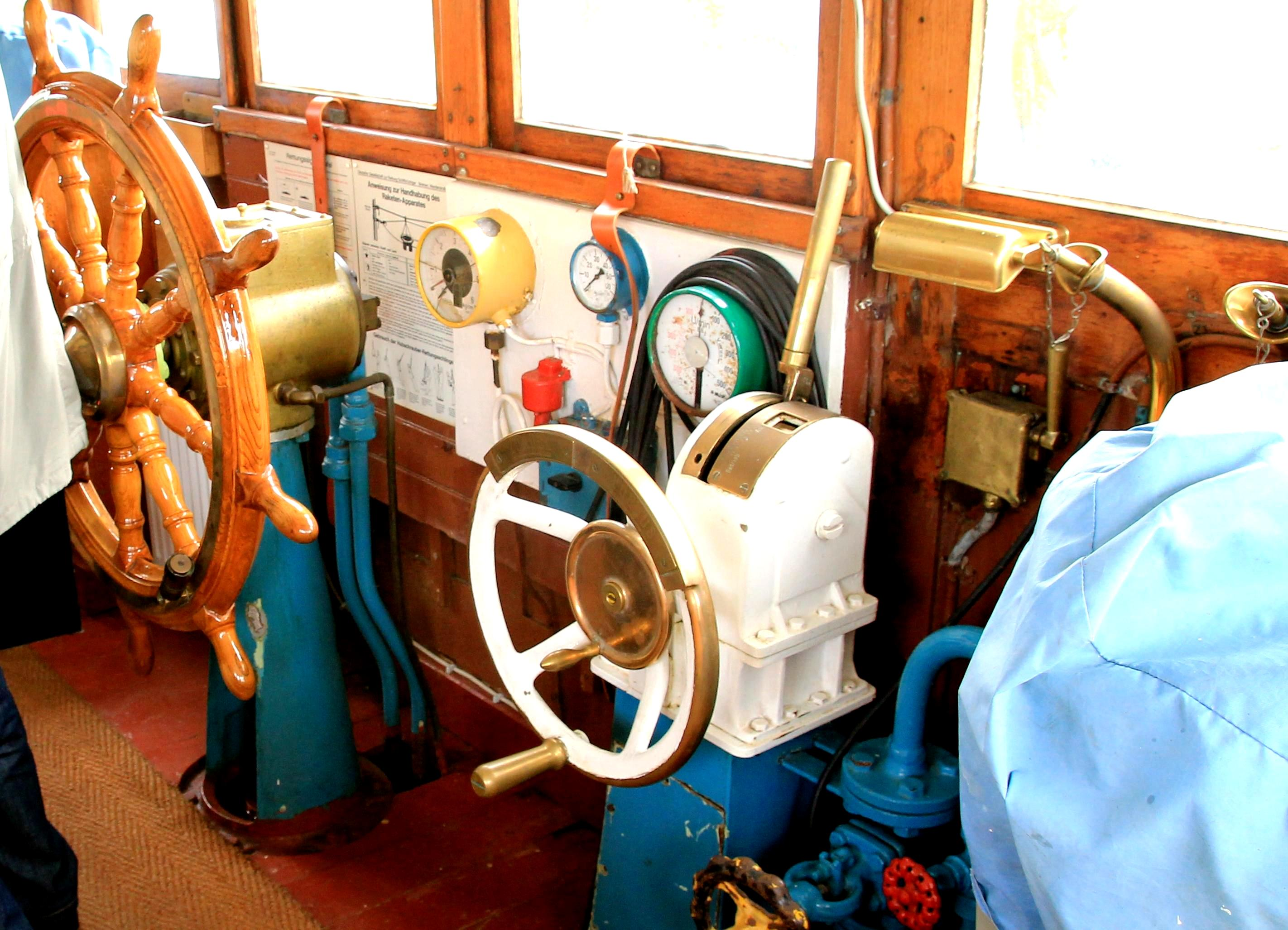
Blick auf die Brücke
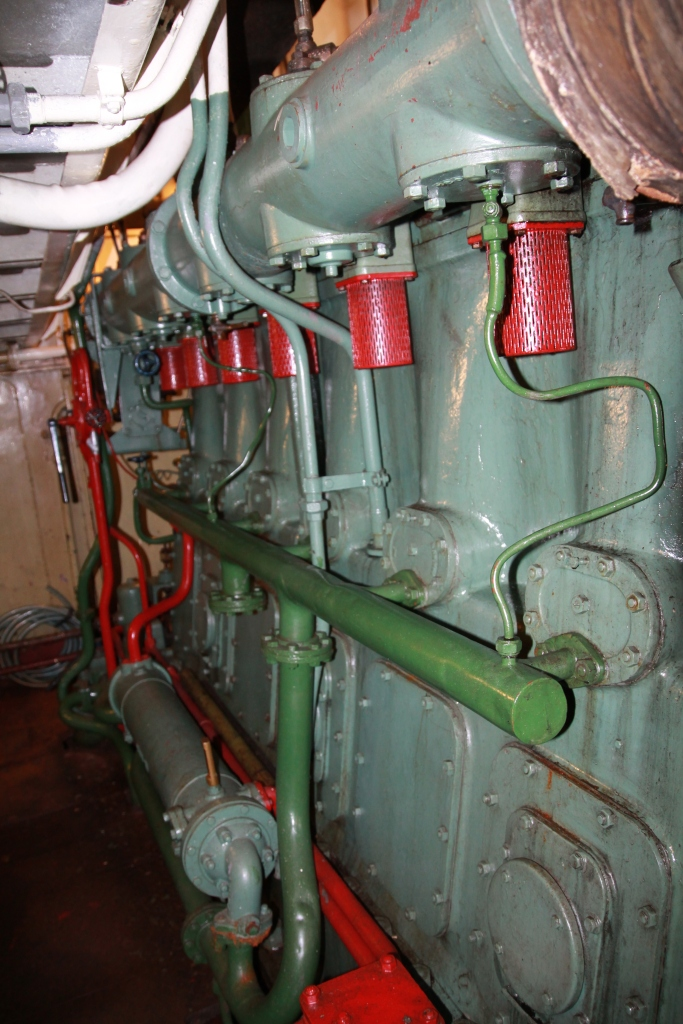
Blick auf den Hauptmotor